# كوتيتشيرا
كوتيتشيرا (بالإنجليزية: Kuttichira، بالماليالامية: കുറ്റിച്ചിറ) أو ثيكيبورام (بالإنجليزية: Thekkepuram): هو حي يقع داخل مدينة قاليقوط في ولاية كيرلا الهندية. حدودها التقريبية هي بحر العرب غربا، ونهر كالائي جنوبا، وفيلاييل (قرية صيد) شمالا، ومدينة قاليقوط شرقا.